# Volvo VCC
Volvo VCC – prototyp luksusowej limuzyny w nadwoziu kombi. Jest to projekt przeznaczony na lata 2010–2012. Będzie on dzielić wiele komponentów z obecnymi S80, V70 i XC70. W produkcji model nazywać będzie się prawdopodobnie Volvo V90.